# 야사와기촌
야사와기촌(八沢木村)은 아키타현 히라카군에 있던 촌이다. 현재의 요코테시 북서단에 해당한다.

## 역사
- 1889년 4월 1일 - 정촌제 시행에 의해 4촌의 구역으로 성립하였다.
- 1955년 4월 1일 - 오모리정과 합병해 새로운 오모리정이 성립해, 동일 야사와기촌이 폐지되었다.

## 교통

### 철도
- 일본국유철도
  - 기타카미 선